# Massimo Taibi
Pour les articles homonymes, voir Taibi.
Massimo Taibi, né le 18 février 1970 à Palerme, est un ancien footballeur italien. Il évoluait au poste de gardien de but.

## Biographie
Ce gardien de but de grande taille joue dans différents clubs italiens, notamment au Piacenza Calcio et à l'Atalanta Bergame. Taibi dispute ainsi près de 300 matches en Serie A. 
Il tente en 1999 sa chance à Manchester United, qui le recrute pour plus de six millions d'euros. Il n'y dispute finalement que quatre matches, dont une défaite cuisante face à Chelsea FC (5-0) qui marque la fin de son aventure anglaise.

## Palmarès
- Champion de Serie B en 1995 avec Plaisance